# Baciamo le mani (album)
(Roy Paci)
Baciamo le mani è l'album d'esordio del gruppo musicale ska siciliano Roy Paci & Aretuska, pubblicato nel 2002.

## Tracce
1. Loski Nerds
2. Grande la media noche
3. Magnificat
4. A Taste of Honey (Bobby Scott, Ric Marlow)
5. Se stasera sono qui (Luigi Tenco)
6. Perfetto
7. Scrapple from the Apple (Charlie Parker)
8. The Duse
9. Forever and Ever
10. Duck You Sucker (Ennio Morricone, per il film Giù la testa)

## Formazione
Roy Paci & Aretuska
- Roy Paci - tromba, voce

Ospiti
- Dani Carbonell (Macaco)
- Meg (99 Posse)
- Bunna (Africa Unite)